# 69 Dywizjon Rakietowy Obrony Powietrznej
69 dywizjon rakietowy Obrony Powietrznej (69 dr OP) – samodzielny pododdział Wojska Polskiego.
Dywizjon  sformowany został w 1974 w Rowach jako 69 dywizjon ogniowy artylerii rakietowej. Rozformowany w 1992.

## Historia
Rozkazem dowódcy WOPK nr 0188/Org. z 19 września 1974 w Centrum Szkolenia Specjalistów Artylerii i Radiotechniki przeszkolono kadrę dla nowo formowanych dywizjonów: 68 doar i 69 doar.
W 1975 do stacji kolejowej Hel przybywają transportem kolejowym z ZSRR pierwsze przeciwlotnicze zestawy rakietowe PZR S-125M Newa, będące zasadniczym sprzętem bojowym dywizjonu.
W ramach restrukturyzacji Sił Zbrojnych, dywizjon został rozformowany w 1992 roku.

## Dowódcy dywizjonu
- 1974–1979 – ppłk Eugeniusz Szumowski
- 1979–1981 – kpt. Andrzej Słoniewski
- 1981–1992 – ppłk Kazimierz Rydzik